# Mustakari gästhamn
Mustakari gästhamn ligger i Karleby kommun i landskapet Mellersta Österbotten i Finland, vid Kvarken. Mustakari är hemmahamn för Gamlakarleby Segelförening – Finlands fjärde äldsta segelförening – och är belägen i närheten av Karleby centrum i gamlahamnsviken. På Mustakari ordnas varje år flera lokala, riksomfattande och internationella seglingar. Här finns restaurang, minnesmärke över strid under Krimkriget och Mustakari museum.